# Historia de Iberia Vieja
Historia de Iberia Vieja es una revista española de historia cuyo primer número salió a la venta en junio de 2005. En la actualidad la edita Editorial América Ibérica, S.A.

## Equipo directivo
Durante los primeros dieciséis números, José Manuel Conde fue el director de la publicación. En noviembre de 2006 fue sustituido en el cargo por Bérnar Jiménez.
Desde el 19 de septiembre de 2007 Bruno Cardeñosa es el nuevo director de la revista.
El redactor jefe es Alberto de Frutos.

## Colaboradores
Por sus páginas han pasado historiadores y colaboradores como César Vidal, Stanley G. Payne, Henry Kamen, Joseph Pérez, Juan Antonio Cebrián, Vicente Palacio Atard, Juan Miralles Ostos, Florentino Portero, José María Blázquez, Juan Velarde, Pilar Fernández Uriel, Alicia Canto y de Gregorio, José Andrés-Gallego, Gabriel Albiac, José Luis Corral, Margarita Torres Sevilla, Vicente Ángel Álvarez, José García Domínguez, José Antonio Vaca de Osma, Rafael Gómez Pérez, José María Marco, Miguel Ángel Zalama, Julio Valdeón Baruque, María Jesús Viguera, Manuel González Jiménez, Amando de Miguel, Óscar Herradón, Carlos Dardé, Ángeles de Irisarri, Irene Lozano, Jesús Palacios, Manuel Velasco, Julia Pavón Benito, Alejandro Polanco Masa, Javier García Blanco, Luis Delgado Bañón, Eduardo Lago, premio Nadal de Literatura, Jesús Callejo, Javier Tenías, Manuela Mendoça, presidenta de la Academia Portuguesa de Historia, Carlos G. Wagner, José Antonio Escudero López, José Luis Comellas, Javier García de Gabiola; y ha publicado entrevistas a personalidades como Manuel Fraga Iribarne, Carmen Iglesias, Jon Juaristi o Margarita Salas.

## Portadas
Las portadas se han dedicado a muy diversas temáticas y hechos históricos. Se ha recurrido a personajes poco conocidos pero considerados importantes en la historia de España y se han recuperado del olvido hazañas históricas.
Destacan en portada los artículos titulados:
- «Las Navas de Tolosa»
- «Nelson derrotado por España»
- «Mío Cid, el héroe»
- «Los Arapiles»
- «Pizarro»
- «Numancia» (número especial)
- «Guadalete»
- «Blas de Lezo»
- «Juan de Austria»
- «Abderramán III» (número especial)
- «Caballeros» (número especial)
- «Vikingos»
- «Guerra Civil» (número especial)
- «Trajano»
- «Gladiadores»
- «Los Borgia»
- «Alfonso X el Sabio»
- «Conquistadores» (número especial)
- «Los castrati»
- «23-F»
- «Cánovas y Sagasta»
- «Los orígenes del cristianismo»
- «Cartago»
- «La Inquisición en España»
- «Las mujeres en la Historia» (número especial)